# هواپیمایی تابان
شرکت هواپیمایی تابان (Taban Airlines) در سال ۱۳۸۴ موفق به کسب مجوز از سازمان هواپیمایی کشوری ایران شد و از سال ۱۳۸۵ پروازهای خود را به‌طور رسمی آغاز کرد. مرکز عملیاتی این شرکت در شهر مشهد است. تابان در سال ۱۳۸۹ نیز آشیانه تعمیر و نگهداری خود را در فرودگاه هاشمی نژاد مشهد افتتاح نمود و از این طریق علاوه بر هواپیماهای ملکی خود به دیگر شرکت‌ها نیز خدمات ارائه می‌کند.

## تاریخچه
شرکت هواپیمایی تابان توسط خلبان اصغر عبدالله‌پور و با مشارکت منطقه ویژه اقتصادی سرخس و شرکت سهامی توس گستر فعالیت خود را آغاز کرد. همچنین این شرکت توافق‌نامه ای با هواپیمایی سهند آسیا دارد که این شرکت با توجه به فعالیت نامنظم در سال‌های ۱۳۸۸٬۱۳۹۵٬۱۳۹۷ به مدتی کوتاه ۲ فروند مک دانل داگلاس ام دی-۸۳ سهند آسیا به تابان اجاره داده شد. اخیراً سهند آسیا دوباره تصمیم به شروع فعالیت گرفته و یک فروند ام دی-۸۳ این شرکت دوباره به اجاره تابان درآمده و قرار است تا شروع فعالیت رسمی سهند آسیا، در ناوگان تابان بماند.

## ناوگان

### ناوگان فعلی

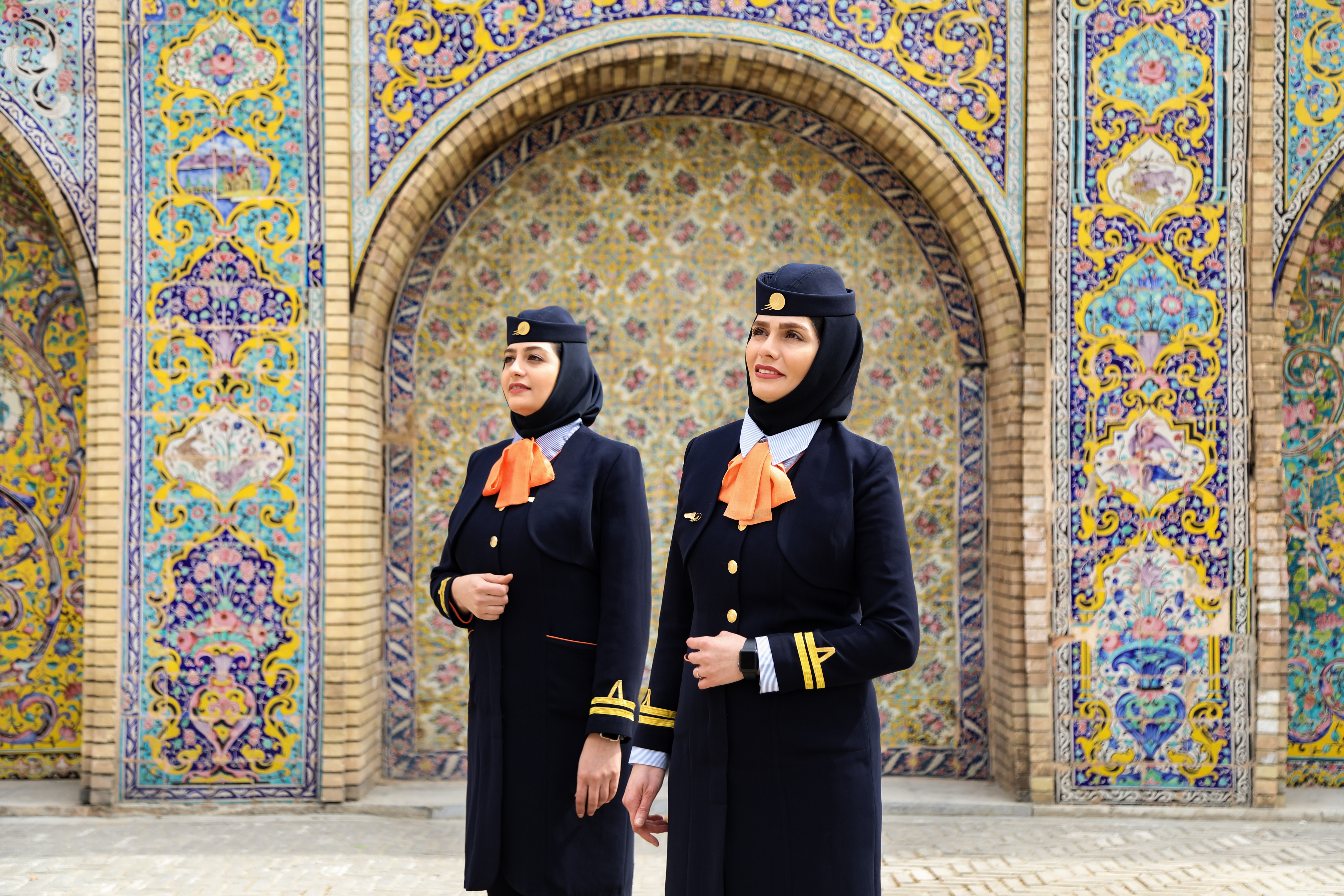
مهمانداران هواپیمایی تابان

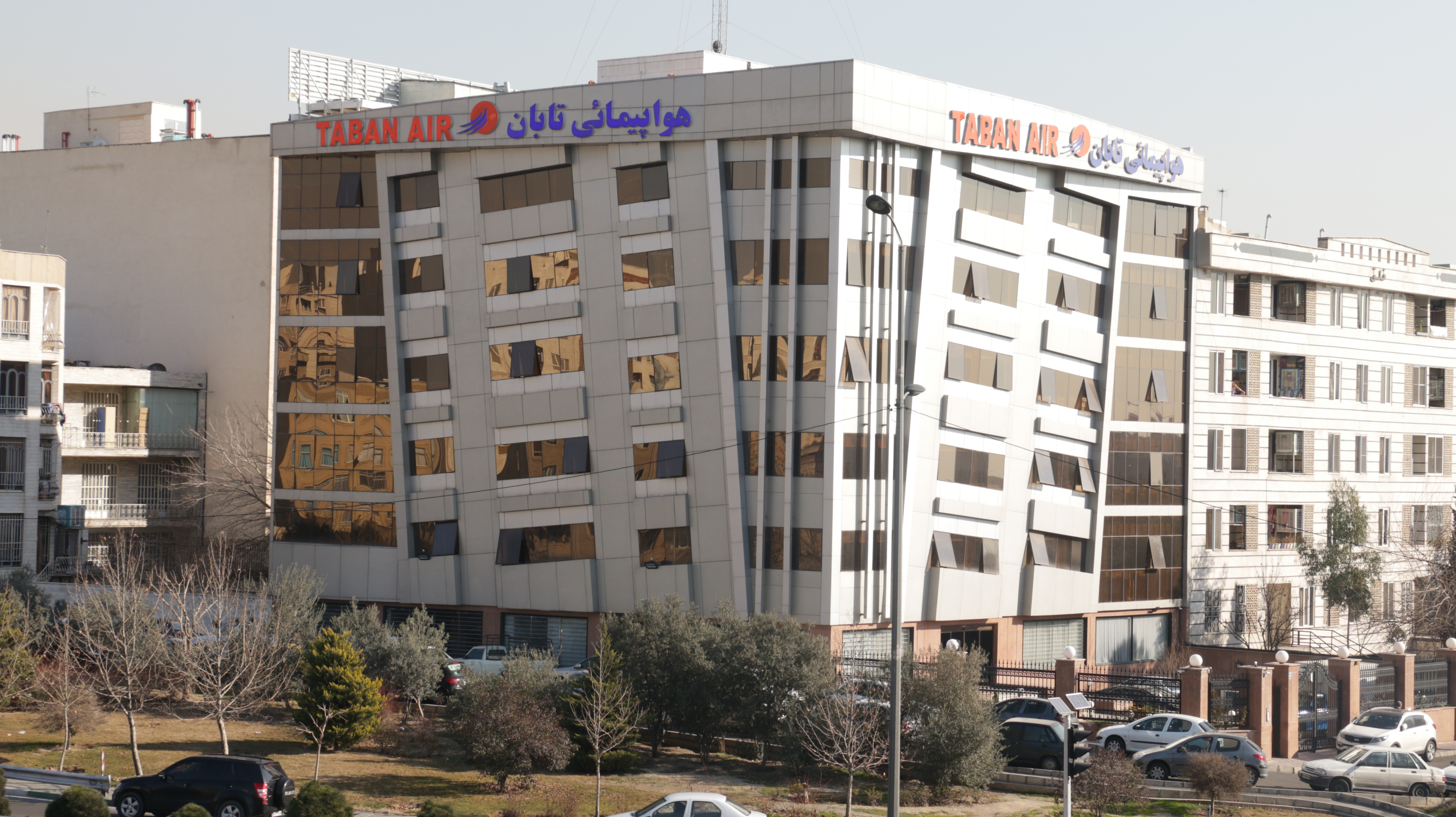
دفتر مرکزی

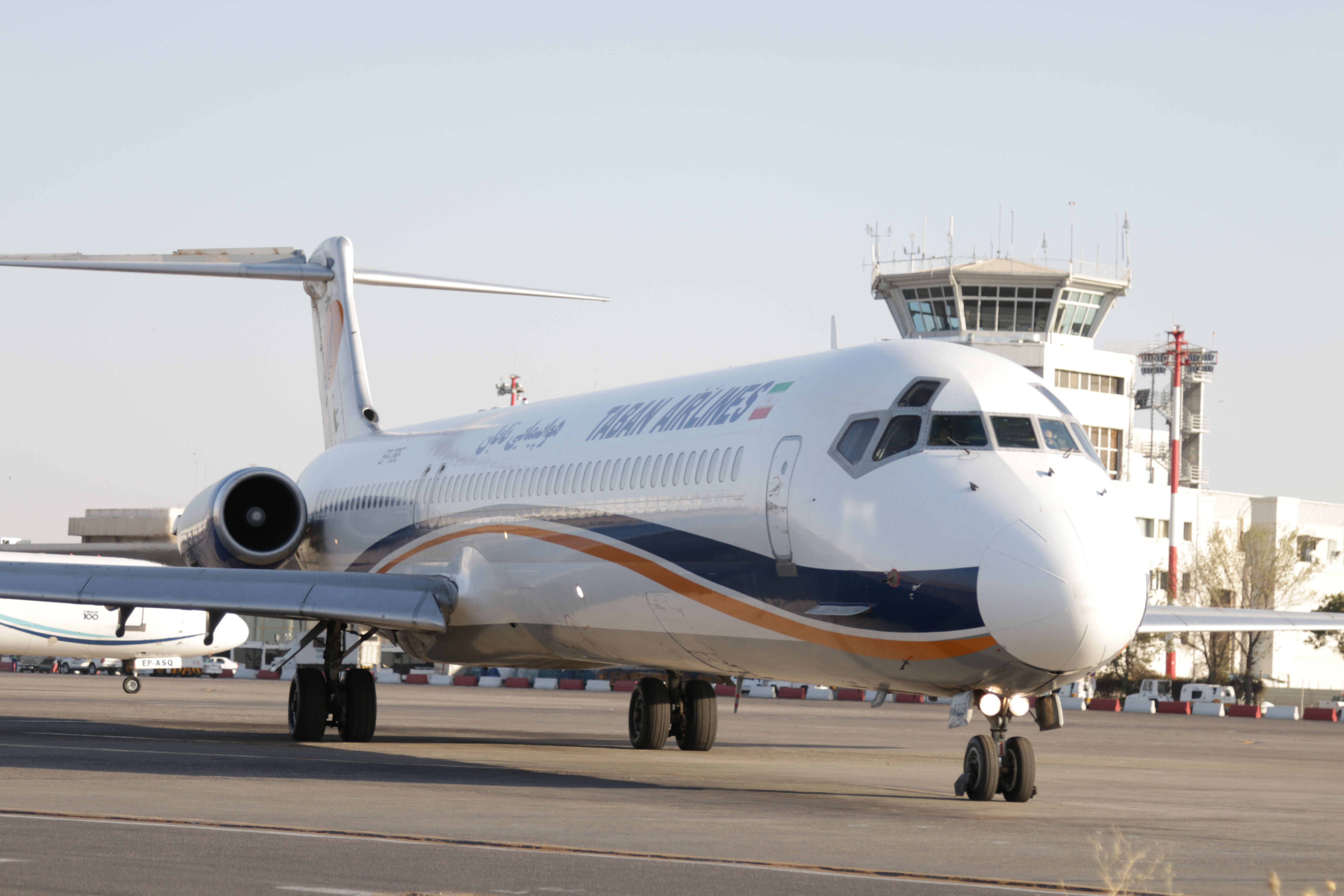
هواپیمای ام‌دی ۸۰ تابان

شرکت هواپیمایی تابان دارای ۸ فروند هواپیماست که هر روزه پروازهای خود را از دو فرودگاه مشهد و تهران آغاز می‌کنند.

## مقصدهای پروازی

### داخلی
- مشهد - فرودگاه بین‌المللی شهید هاشمی‌نژاد مشهد قطب
- تهران - فرودگاه بین‌المللی مهرآباد قطب
- اصفهان - فرودگاه بین‌المللی شهید بهشتی اصفهان
- شیراز - فرودگاه بین‌المللی شهید دستغیب شیراز
- زنجان - فرودگاه بین‌المللی شهدای زنجان
- کرمان - فرودگاه کرمان
- قشم - فرودگاه قشم
- خوی - فرودگاه خوی
- ماکو - فرودگاه ماکو
- ارومیه - فرودگاه ارومیه
- بوشهر - فرودگاه بوشهر
- اهواز - فرودگاه اهواز
- آبادان - فرودگاه آبادان
- مراغه - فرودگاه سهند
- خرم‌آباد - فرودگاه خرم‌آباد
- جزیره کیش - فرودگاه بین‌المللی کیش
- لار - فرودگاه آیت‌الله آیت‌اللهی لارستان
- رامسر - فرودگاه رامسر

### عمان
- مسقط - فرودگاه بین‌المللی مسقط

### استانبول
- استانبول - فرودگاه جدید استانبول

### عراق
- نجف - فرودگاه بین‌المللی نجف
- بغداد - فرودگاه بین‌المللی بغداد

### پاکستان
- لاهور - فرودگاه بین‌المللی اقبال لاهوری

### افغانستان
- کابل - فرودگاه بین‌المللی کابل

### گرجستان
- باتومی - فرودگاه باتومی گرجستان

## سوانح و حوادث

### سوانح
- در ۳ بهمن ۱۳۸۸ یک فروند هواپیمای توپولوف ۱۵۴ با ۱۵۷ مسافر و ۱۳ خدمه که از آبادان عازم مشهد بود در هنگام فرود در فرودگاه شهید هاشمی نژاد مشهد دچار آتش‌سوزی شد. داخل هواپیما و موتورها به کل سوخت و بال سمت راست و دم و چرخ هواپیما به علت این آتش‌سوزی جدا شد. این حادثه ۴۷ مصدوم داشت ولی کسی در آن کشته نشد.[۲]

### حوادث
- در ۱۵ بهمن ۱۳۹۰، پرواز شماره ۶۲۶۲ هواپیمایی تابان از کیش به تهران، دقایقی پس از پرواز به علت نقص فنی مجبور به فرود اضطراری در کیش شد.[۳]
- در ۸ اردیبهشت ۱۳۹۴، پرواز شماره ۶۳۵۷ مسیر تهران - نجف پس از حدود یک ساعت و نیم پرواز به دلیل نقص فنی به وجود آمده در طی مسیر و آنچه که از دست دادن یکی از موتورهای هواپیما عنوان شده، مجبور به بازگشت به فرودگاه امام خمینی شد.[۴]
- در ۱۳ اسفند ۱۳۹۴، هواپیمای مسیر تهران - مشهد پس از ۳۵ دقیقه پرواز به دلیل نقص فنی و تکان‌های شدیدی که در حین پرواز رخ داد، مجبور به بازگشت و فرود اضطراری در فرودگاه مهرآباد تهران شد.[۵]
- در ۲۷ اردیبهشت ۱۳۹۵، پرواز شماره ۶۲۸۹ در مسیر مشهد-تبریز پس از ترک فرودگاه مشهد در محدوده فضای هوایی سبزوار به دلیل نقص فنی مجبور به بازگشت و فرود اضطراری در مشهد شد.[۶]
- در ۱۱ دی ۱۳۹۵، یک فروند بوئینگ MD متعلق به شرکت هواپیمایی تابان در مسیر تهران - شیراز لحظاتی پس از برخاستن از فرودگاه مهرآباد یک موتور خود را از دست داد و مجبور به بازگشت و فرود اضطراری در فرودگاه مهرآباد شد.[۷]
- در ۷ فروردین ۱۳۹۶، یک فروند هواپیمای بوئینگ ۷۳۷ شرکت هواپیمایی تابان حامل ۱۶۳ مسافر هنگام نشستن در باند فرودگاه اردبیل دچار سانحه ترکیدگی لاستیک شد. در این حادثه به کسی آسیبی نرسید.[۸]
- در ۲۷ آذر ۱۳۹۶، بروز نقص فنی در پرواز شماره ۲۶۴۵ هواپیمایی تابان (مسیر تهران - اهواز) خلبان را ناچار به فرود اضطراری در فرودگاه مهرآباد کرد.
- در ۰۳ دی ۱۳۹۶، پرواز تهران-مشهد هنگام فرود در فرودگاه شهید هاشمی‌نژاد مشهد دچار نقص فنی شد اما به‌سلامت فرود آمد.[۹]
- در ۱۲ فروردین ۱۳۹۸، موتور پرواز کیش به اصفهان بیست دقیقه بعد از پرواز موتور هواپیما از کار افتاد و برق هواپیما رفت و مجبور به بازگشت در فرودگاه کیش شد.
- در ۲ مرداد ماه ۱۴۰۰، پرواز ۶۲۲۷ تهران- قشم ساعت ۱۷:۴۵ با تأخیر ۱۹:۳۸ تیکاف نمود که پس از ۵۳ دقیقه پرواز و رسیدن نزدیک کاشان به علت نقص فنی دور زده و به مهرآباد بازگشت.